# أندرو كاريغنان
أندرو كاريغنان (بالإنجليزية: Andrew Carignan) هو لاعب كرة قاعدة أمريكي، ولد في 23 يوليو 1986 في نيو لندن في الولايات المتحدة.

## وصلات خارجية
- أندرو كاريغنان على موقع دوري كرة القاعدة الرئيسي (الإنجليزية)
- أندرو كاريغنان على موقعبيزبول رفرنس.كوم (الدوري الرئيسي) (الإنجليزية)
- أندرو كاريغنان على موقعبيزبول رفرنس.كوم (الدوري الثانوي) (الإنجليزية)